# Себедин-Бечов
Себедин-Бечов (слч. Sebedín-Bečov) насељено је мјесто са административним статусом сеоске општине (слч. obec) у округу Банска Бистрица, у Банскобистричком крају, Словачка Република.

## Становништво
| Година:    | 1994. | 2004.    | 2014.   | 2024.   |
| ---------- | ----- | -------- | ------- | ------- |
| Број људи: | 324   | 397      | 369     | 360     |
| Разлика:   |       | +22,53 % | -7,05 % | -2,43 % |

| Година:    | 2023. | 2024.   |
| ---------- | ----- | ------- |
| Број људи: | 354   | 360     |
| Разлика:   |       | +1,69 % |

Према подацима о броју становника из 2011. године насеље је имало 381 становника.